# Carlos González Cabrera
Carlos González Cabrera (* 12. April 1935 in La Piedad; † 8. Juli 2017) war ein mexikanischer Fußballspieler auf der Position des Stürmers.

## Biografie
Aus den wenig bekannten Daten seiner Karriere ist lediglich bekannt, dass González in der Saison 1955/56 beim CD Zamora unter Vertrag stand und vermutlich ab der Saison 1956/57 für Atlas Guadalajara spielte, bei dem er zumindest bis zur Saison 1960/61 unter Vertrag stand. Zwischen 1962 und 1965 stand er nachweislich beim Poza Rica FC unter Vertrag. Er galt nicht nur als bester Spieler in der Geschichte der Petroleros, sondern wurde in diesen Jahren auch dreimal in Folge Torschützenkönig der Segunda División.
Sein Debüt im Dress der mexikanischen Nationalmannschaft feierte González in einem am 17. März 1956 ausgetragenen Spiel gegen Chile, das mit 2:1 gewonnen wurde. Seine beiden ersten Länderspieltore erzielte er in einem am 30. Juni 1957 ausgetragenen WM-Qualifikationsspiel gegen Kanada, das mit 3:0 gewonnen wurde. Mit seinen Treffern zum 1:0 in der 5. Minute und zum 3:0 in der 72. Minute hatte González maßgeblichen Anteil an diesem Erfolg. Zwei weitere Länderspieltore gelangen ihm in den Spielen gegen Costa Rica (3:0) am 19. März 1960 und gegen die Niederlande (3:1) am 26. Juni 1960. Seinen letzten Länderspieleinsatz hatte er bei der höchsten Länderspielniederlage Mexikos überhaupt, als "el Tri" am 10. Mai 1961 dem "Mutterland des Fußballs", England, mit 0:8 unterlag.
Höhepunkt seiner Nationalmannschaftskarriere war die Teilnahme an der Fußball-Weltmeisterschaft 1958, bei der er in den Spielen gegen Wales (das 1:1 endete und den Mexikanern den ersten Punktgewinn bei einer WM überhaupt bescherte) und Ungarn (0:4) zum Einsatz kam.